# Източни Пиренеи
Източни Пиренеи (на френски: Pyrénées-Orientales) е департамент в регион Окситания, южна Франция. Образуван е през 1790 година от старата провинция Русийон и съседни части на провинция Лангедок. Площта му е 4116 км², а населението – 474 848 души (2016). Административен център е град Перпинян.